# Synagogue de Göttingen (1872-1938)

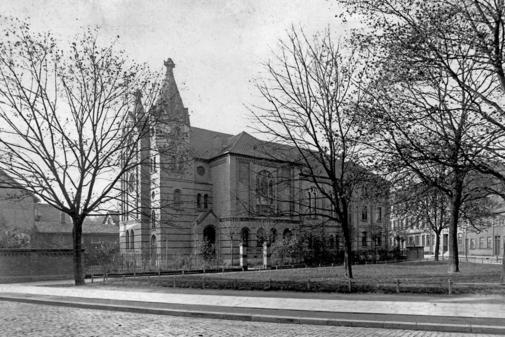
La synagogue vers 1935

La synagogue de Göttingen, inaugurée en 1872, transformée et agrandie en 1895, a été détruite en 1938 lors de la nuit de Cristal comme la plupart des autres lieux de culte juif en Allemagne.
Göttingen est une ville allemande dans le Land de Basse-Saxe, à environ cent dix kilomètres au sud de Hanovre. Depuis 1737, elle est le siège d'une université parmi les plus renommées d'Allemagne. La ville compte actuellement un peu moins de 120 000 habitants.

## Origine de la communauté
Le document le plus ancien attestant de la présence juive à Göttingen date de 1289. Il s'agit d'un document signé par les ducs de Brunswick, Albert II et Guillaume, et publié le 1er mars, qui permet au conseil de la ville de Göttingen de nommer le Juif « Moyse » et ses descendants, citoyens de la ville. Nous ignorons s'il s'agissait de la première famille juive à Göttingen. Cinq ans plus tard, il est mentionné comme propriétaire d'une maison.
À cette époque, les Juifs sont les bienvenus dans de nombreuses villes en tant que marchands et changeurs de monnaie,,, mais on ignore la situation exacte à Göttingen.  Les sources sont assez limitées, pour ne pas dire maigres et se limitent principalement à des documents officiels.

## laSynagoga Judeorumdans la Jüdenstraße (début duXIVesiècle)
On n'a aucune information sur l'existence d'un cimetière juif jusqu'à la fin du XVIIe siècle et d'un lieu de culte juif jusqu'à la première moitié du XIVe siècle. En effet dans le Wortzinsbuch qui donne la liste des propriétaires imposables en 1334, figure le nom d'un Jacobus Judaeus soumis à impôt pour la Synagoga Judeorum, pour un montant de 2,5 deniers, ce qui signifie une petite propriété, car sa maison elle-même est taxée à 4 deniers. Le fait que pour célébrer un office dans le judaïsme, il faut un minian (minimum de 10 membres masculins), on peut en déduire qu'il devait y avoir quelques familles juives à cette époque à Göttingen.
Helge Steenweg dans sa thèse de 1990 a pu déterminer avec précision l'emplacement de la synagogue au 8/9 de la Jüdenstraße actuelle.
La présence d'une communauté juive est de courte durée, car dans le registre des impôts de 1364, il n'est plus fait mention de citoyens juifs dans la ville ni de l'existence d'une synagogue.  Dans un document publié par le duc Ernest de Brunswick-Göttingen, il est mentionné que le terrain de l'école des Juifs (yoden scole) avait été transféré  le 24 décembre 1350 à la ville de Göttingen,. Si on ne trouve aucun document relatant ce qui s'est passé exactement à cette époque à Göttingen, on suppose que la communauté juive a été massacrée ou chassée comme dans de nombreuses autres villes germaniques lors de l'épidémie de peste noire qui s'est répandue en Allemagne entre 1348 et 1350 et dont on accusait les Juifs d'avoir empoisonné les puits. En 1790, le bourgmestre de Göttingen, Willig, dans un grand mémorial sans doute basé sur des sources anciennes, et relatant les expulsions des Juifs de Göttingen, indique que les habitants juifs ont été attachés à des poteaux, battus et exécutés en place publique. On ignore encore si et combien d'habitants juifs ont survécu.

## LaJudenschuledans la Speckstraße (Fin duXIVesiècle – milieu duXVesiècle)
Vingt ans plus tard, cependant, des commerçants juifs se sont de nouveau installés en ville. Le 8 février 1370, le conseil municipal signe un contrat d'accueil dans lequel sont décrits en détail les devoirs et les droits des Juifs concernés, désignés comme unse medborgere unde medwonere (nos concitoyens et corésidents). Il est fait aussi mention d'une Judenschule (école juive) ou synagogue où les Juifs devaient prêter serment en cas de litiges commerciaux particulièrement graves. Aucun document ne fournit d’informations sur la taille, l’apparence et la disposition intérieure de cette synagogue ou de son propriétaire. Concernant la communauté, on sait qu'il y a eu un rabbin, un chantre officiant, un shohet. Seul le rabbin du nom de Levermann, est mentionné comme habitant la ville. 
Lors du nouvel an de 1447, et du Rosenmontag (carnaval), des étudiants s'introduisent dans la synagogue et des maisons juives en jouant de la flûte et du trombone et en se conduisant plus ou moins correctement. Un accord est alors conclu entre la communauté juive et la Burse, (association des familles les plus distinguées de la ville), afin que cela ne se reproduise plus. Pour cela, la communauté juive s'engage à fournir aux organisateurs de ces processions 1,5 stoveke de vin, soit environ 4,7 litres, par fidèle et par an. On ignore de quelle synagogue il s'agit.
Ce n'est qu'en 1458, que le registre foncier mentionne une synagogue dans la Speckstraße, devenue une zone résidentielle pour les familles juives. On ignore si elle remplace l'ancienne synagogue de la Jüdenstraße ou si elles ont fonctionné simultanément, car entre 1450 et 1456 un conflit violent interne à la communauté juive éclate pour des raisons concernant la liturgie, l'entretien de la synagogue et le paiement de l'officiant et du shohet.
Ce conflit, non seulement entraîne une division, du moins temporaire, au sein de la communauté juive, mais contribue finalement de manière décisive au fait que le conseil municipal refuse de prolonger les permis de séjour expirant entre 1458 et 1460 et les familles juives peu à peu, durent quitter la ville. Le registre foncier de 1465 mentionne toujours la synagogue, mais celle-ci est déjà habitée par des Chrétiens depuis 1463. Son emplacement exact reste inconnu.
Après cette expulsion en douceur, aucun Juif n'habitera Göttingen pendant près de 100 ans.

## La synagogue dans la Buchstraße (XVIIIe–XIXesiècle)
En 1559 la ville de Göttingen autorise à nouveau un Juif avec sa famille à s'installer en ville,, mais cela constitue une exception. Il faut attendre le début du XVIIe siècle pour que d'autres Juifs reçoivent l'autorisation de s'établir en ville en tant que Schutzjuden (Juifs protégés). Mais leur nombre reste très limité: entre 1609 et 1699, seuls 31 Juifs sont inscrits sur les registres fiscaux et fonciers, auxquels on peut ajouter 18 femmes et enfants.
Leur nombre va augmenter dans la seconde moitié du XVIIIe siècle avec la fondation de l'université de Göttingen. En 1777, on compte 11 familles juives représentant 82 personnes,. Mais ce nombre va diminuer, car en 1793, à la suite de difficultés avec les commerçants, les artisans et les universitaires, le gouvernement de Hanovre retire le permis de séjour à 8 familles, n'autorisant que 3 familles à rester à Göttingen en tant que Juifs protégés.
Depuis un privilège accordé en 1687, prolongé en 1697 et confirmé à nouveau en 1716, les Juifs ont le droit d’exercer leur religion de la manière appropriée, même s’il leur est toujours interdit de demander l’autorisation aux autorités de construire une synagogue. Les Juifs doivent donc se réunir pour les offices dans la maison d'un de leurs coreligionnaires. Par contre, ils possèdent un cimetière dans an der Gerichtslinde comme l'atteste la plus vieille tombe toujours existante, celle de Jakob ben Abraham, datant du 13 février 1701.
Le premier document faisant référence à une synagogue date de 1729,, où on mentionne un bâtiment situé à l'arrière de la maison 530 de la Buchstraße (ce qui correspond actuellement au 17 Prinzenstraße). Cette synagogue sera le centre de la vie cultuelle de la communauté juive de Göttingen jusqu'en 1870. Ce bâtiment de 7,20 m de large sur 8,20 m de profondeur est une sorte de hangar qui avec le temps va assez rapidement se détériorer. On ne dispose d'aucune information sur ce bâtiment et on ignore même s'il possède un espace réservé aux femmes. 
Le seul objet conservé de cette synagogue est un parokhet (rideau de Torah) en soie damassée avec dentelle en brocart doré et argenté, datant de 1782, qui se trouve actuellement au musée municipal de Göttingen,.
Au milieu des années 1720, la communauté juive loue au pasteur Heise de la Jacobikirche (Église Saint-Jacques), une maison avec un hangar attenant. En 1764, elle s'efforce d'acquérir l'ensemble auprès des héritiers du pasteur. Mais le conseil municipal, se référant à une lettre de 1628 au gouverneur à Hanovre, renouvelée en 1753, refuse la vente sous prétexte que les Juifs ne doivent pas posséder de propriétés. La communauté est donc obligée de continuer la location existante, mais les propriétaires ne se soucient pas de la préservation de l'ensemble et la communauté est obligée en 1783 d'entreprendre une rénovation en profondeur à ses propres frais.
Lorsqu'en 1786, la communauté des héritiers désire se séparer finalement de la maison, la communauté juive menacée de perdre sa synagogue récemment reconstruite, fait une nouvelle demande au gouvernement afin qu'il autorise l'achat. La demande est cette fois approuvée moyennant l'acceptation par la communauté d'une série de conditions: celle-ci doit vendre le droit de brassage associé à la propriété, prendre en charge toutes les taxes grevant la maison, mais n'est pas autorisée à revendiquer un quelconque droit civil et doit s'engager à verser une indemnité de 28 thalers et 26 groschen tous les 20 ans pour la perte de revenus de la ville,.
Le 28 novembre 1786 la communauté juive acquiert la maison et la cour associée. Pour la première fois depuis le XIIIe siècle, la communauté est propriétaire de son lieu de culte. La communauté qui s'est agrandie depuis l'ouverture de l'université, possède enfin son propre lieu de culte et a embauché un officiant, un boucher cacher et un enseignant. Mais à la fin du XVIIIe siècle, après des plaintes de la guilde des tailleurs et de celle des marchands, ainsi que de plusieurs étudiants, le gouvernement de Hanovre décide en 1773 de ne pas renouveler neuf lettres de protection qui expirent en mars 1796,. Seules 3 familles de Juifs protégés, soit environ 20 personnes, plus le Hazzan (chantre) et le boucher cacher sont autorisés à rester à Göttingen.
De 1807 à 1814, pendant la courte période d'appartenance au royaume de Westphalie sous le règne de Jérôme Bonaparte, frère de Napoléon, on compte jusqu'à 14-15 familles,,, mais dès le retour de la ville au sein du royaume de Hanovre, ce nombre redescend à 3 familles.
La charge financière pour l'entretien de la synagogue et du cimetière est très lourde pour les trois familles restantes, et en 1826, la synagogue est menacée d'une vente forcée qui n'est évitée que par le paiement des sommes dues par Isaac Philip Benfey de Nörten-Hardenberg, père du célèbre orientaliste Theodor Benfey, professeur à l'université de Göttingen, sur ses propres deniers,,.
Ce n'est que progressivement que le nombre de Juifs vivant à Göttingen augmente au XIXe siècle. En 1842, on compte 54 Juifs dont 34 enfants. Avec les lois donnant l'égalité civique aux Juifs dans le royaume de Hanovre, la communauté juive de Göttingen va croitre avec l'arrivée des Juifs des villages environnants de Basse-Saxe et de Haute-Hesse. En 1848, on estime le nombre de Juifs à Göttingen à 101, soit presque le double de celui de 1842. L'augmentation de la population juive à Göttingen au milieu du XIXe siècle se reflète directement dans la construction d'une nouvelle synagogue.

## La nouvelle synagogue entre les rues  Maschstraße (1872-1890)
En 1867, après la démolition du bâtiment délabré situé devant la synagogue de la Prinzenstraße, cette dernière apparait en très mauvais état. Un nouveau bâtiment est provisoirement construit par décision de la communauté sur la petite cour étroite et simultanément un terrain est choisi entre  les rues Maschstraße Inférieure et la Maschstraße Supérieure pour la construction d'une nouvelle synagogue. Mais la commission de la construction de Göttingen, un an et demi plus tard, dans une lettre adressée au gouverneur royal à Hildesheim, rejette catégoriquement le projet pour des raisons d'esthétique urbanistique. Et la commission de proposer: 
« La communauté israélite désire voir son lieu de culte construit à l'intérieur des murs actuels de la ville ... il lui est suggéré d'acheter le gymnase municipal comme convenant à son objectif, puisque c'est l'intention de l'autorité municipale, de déplacer cette installation sportive…La construction de la synagogue à l'extrémité de la Maschstraße ne pourra jamais être justifiée sur le plan esthétique. En particulier, dans une ville universitaire, on ne peut pas se permettre de dénaturer le bon goût de cette manière, mais dans l’intérêt de l’université et de la ville de faire le meilleur accueil à la communauté israélite, c'est de voir un bâtiment plus vénérable à la place du hangar, qui serait en harmonie avec son environnement immédiat. »
Malgré l'avis de la commission,  l'autorité supérieure à Hildesheim ordonne l'octroi du permis de construire. La construction, basée sur un projet du maître maçon Freise de Göttingen, commence à la fin de 1869. La construction de la nouvelle synagogue est achevée en 1872 et celle-ci est inaugurée début octobre peu de temps avant la fête de Roch Hachana.
Les plans encore préservés donnent un aperçu de cette nouvelle synagogue.  Comme la plupart des synagogues d’Europe centrale, le bâtiment sur deux niveaux, est aligné d’Ouest en Est avec un plan d'étage conçu sous la forme d'un T.
La barre transversale du T, de 14 m de large et 11 m de haut, avec une profondeur d'environ 7 m, se situe côté Ouest sur     la Maschstraße Inférieure. On y trouve des pièces de réception et d'habitation, ainsi que l’entrée de la synagogue. La façade n'indique en rien la destination du bâtiment et rappelle davantage un immeuble de bureaux. La salle de prière qui se trouve derrière fait 18 m de long sur 12 m de large et 10 m de haut, sur deux niveaux: en haut sur les deux longs côtés, Sud et Nord, la galerie réservée aux femmes, et au rez-de-chaussée la salle pour les hommes avec l'Arche Sainte sur le mur Est, et  immédiatement devant la bimah. Le parokhet (rideau de Torah) qui ferme l'Arche Sainte a été récupéré de l'ancienne synagogue de la Prinzenstraße. La synagogue permet d'accueillir environ 200 personnes. La décoration intérieure de la synagogue est très traditionnelle avec séparation des hommes et des femmes. Seule légère inclination vers le mouvement de réforme, l'existence d'un petit orgue.
L'augmentation rapide du nombre de fidèles, entre 350 et 450 en 1890 avec une tendance toujours à la hausse, conduit la communauté, 12 ans seulement après l'inauguration de la nouvelle synagogue, à prendre la décision de procéder à des travaux d'agrandissement de celle-ci.  

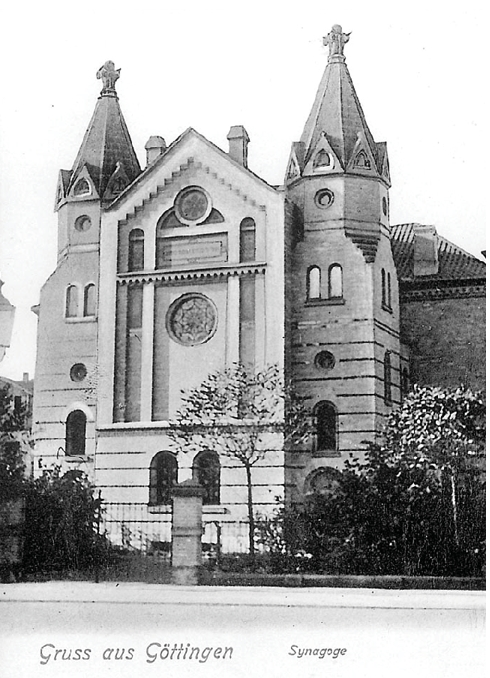
Façade de la synagogue après les travaux d'agrandissement

## La nouvelle synagogue agrandie  (1895-1938)
Le 18 septembre 1895, peu de temps avant les fêtes de Tishri, la synagogue, agrandie selon les plans de l'architecte de Göttingen Hans Breymann est inaugurée solennellement. Avec ce bâtiment, qui compte plus de 450 places assises au lieu de 200 auparavant, la synagogue a maintenant vraiment une apparence d'église. L'entrée se fait toujours par la Maschstraße Inférieure, mais la salle de la synagogue, comme le montrent les plans  a été entièrement repensée et étendue vers l’Est jusqu’à la Maschstraße Supérieure.
La partie Est a été prolongée par deux tours de près de 20 m de hauteur et par un transept de 19 m de long sur 8 m de large en face de la nef. Avec une largeur de 12 m, la salle de prière fait maintenant une longueur totale de plus de 25 m et une hauteur de 10 m. L'espace réservée aux femmes au premier étage a été également agrandie.
Les travaux d'agrandissement et de rénovation concernent également l'aménagement intérieur du côté Est. L'Arche Sainte est plus majestueuse et est surmontée d'un grand orgue en remplacement du petit orgue existant. Au-dessus, a été percée une grande fenêtre ronde avec une étoile de David en son milieu.  
Plans d'architecte de la synagogue après agrandissement

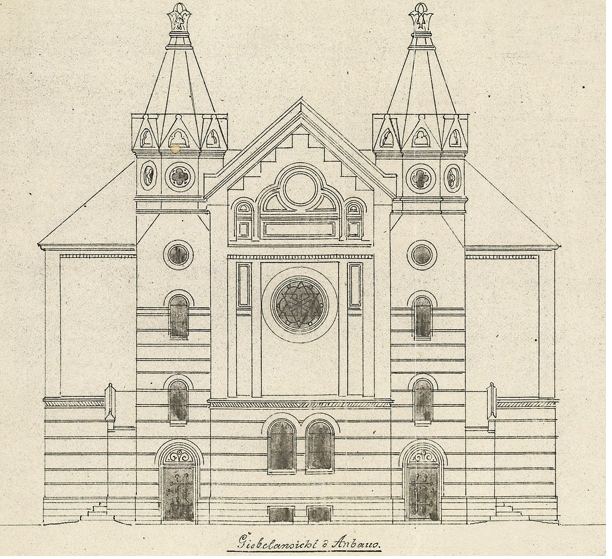
Plan de la façade
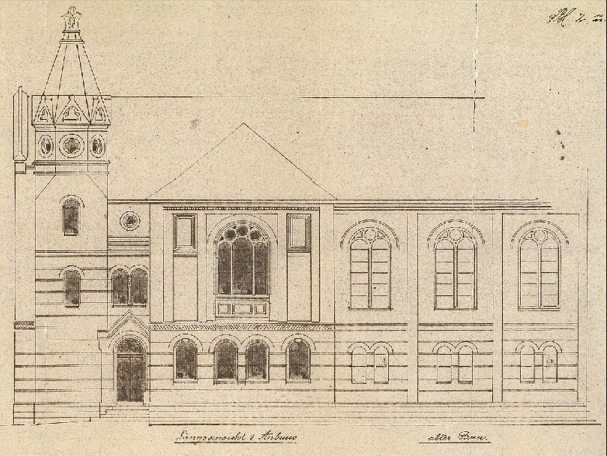
Plan d'un côté latéral
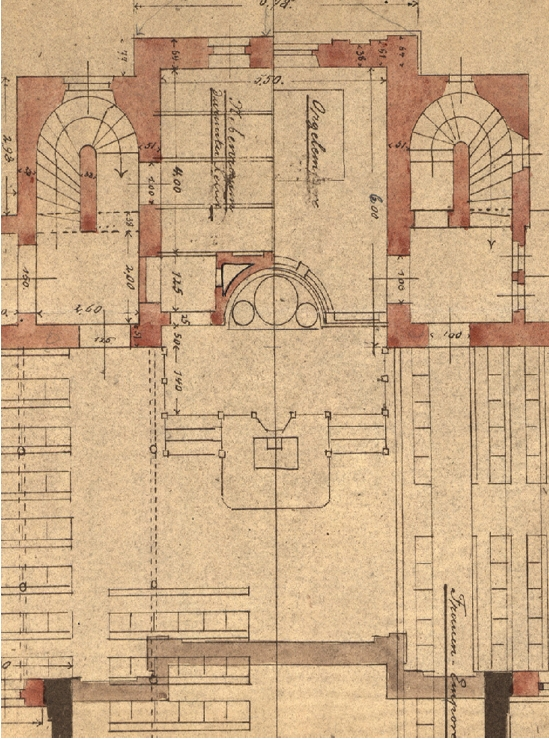
Plan du rez-de-chaussée
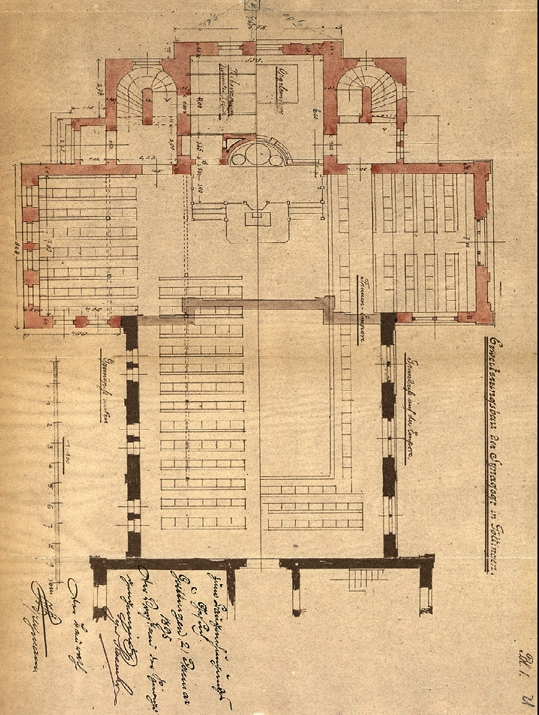
Plan du premier étage

Un article du Göttinger Tageblatt en date du 20 septembre 1895, relatant l'inauguration de la synagogue après les travaux d'extension, souligne le bel extérieur ainsi que le splendide intérieur en faisant expressément référence aux peintures sur les murs parfaitement exécutées par M. Hieronymi, les vitraux, le magnifique rideau devant l'Arche Sainte, la chaise sculptée pour le rabbin, les chandeliers et la ner tamid (lampe éternelle).
Deux inscriptions en hébreu sont gravées sur la traverse arrondie au-dessus de l'Arche Sainte. La première est tirée du livre des Proverbes 4: 2 et se traduit par: Car je vous donne de bons conseils : / Ne rejetez pas mon enseignement. La seconde est tirée du livre des Psaumes 16;8: J’ai constamment l’Éternel sous mes yeux.
Le dernier rabbin de Göttingen, Hermann Ostfeld / Zvi Hermon, indique dans son autobiographie, la chaleur dégagée par les boiseries et les sculptures sur bois, et souligne également la bonne acoustique qui rendait la pièce excellente et adaptée aux concerts.
La communauté dans son ensemble est de tendance réformée: elle accepte l'orgue dans la synagogue et décide même de ne pas construire de mikvé (bain rituel), le considérant comme religieusement dépassé. Un petit groupe de membres orthodoxes ou plus orthopraxe de la communauté, sans  se séparer officiellement de celle-ci, décide pour des raisons liturgiques de former un groupe de prière (Betgemeinschaft) distinct, de mettre en place leur propre salle de prière, et de construire un mikvé, que l'on a redécouvert récemment dans la cave d'une maison privée de la Rote Straße. 
Le nombre de citoyens juifs de Göttingen continue à grimper, passant de 500 personnes en 1900, à 600 personnes en 1910, avant d'atteindre son maximum en 1919 avec 641 ou 642 personnes suivant les sources,,, soit 1,56 % de la population totale de la ville. À la fin du XIXe siècle et au début du XXe, la population juive de la ville est parfaitement intégrée, aussi bien économiquement que socialement et ne se sent pas sérieusement menacée par un antisémitisme latent. Lors des élections au Reichstag de 1893, le Deutsche Reformpartei (Parti réformiste allemand) ouvertement antisémite récolte quand même 13 % des suffrages exprimés à Göttingen mais seulement 2 % dans toute la province de Hanovre.
La situation change sensiblement après 1918. L'antisémitisme caché se dévoile en plein jour. Le Göttinger Tageblatt, qui jusqu'alors était plutôt resté discret, commence à répandre ses discours antisémites, et en 1919 l'Association pour la libération du joug des Juifs (Verband zur Befreiung vom Judenjoch) ouvre son bureau local à Göttingen et appelle déjà au boycott des entreprises juives. En 1920 en fusionnant avec d'autres associations nationalistes et antisémites dans l'Alliance Nationaliste Allemande de Protection et de Défense (Deutschvölkischer Schutz- und Trutzbund), elle forme le noyau fondateur du parti nazi à Göttingen. Initialement uniquement verbales, les attaques contre les Juifs deviennent de plus en plus violentes au début des années 1930. Le 12 décembre 1931, vers 22 heures, les vitres de la maison de l'avocat juif Walter Proskauer, dans le Hainholzweg sont brisées, et une heure plus tard, ce sont les vitraux de la synagogue qui subissent le même sort.

## Profanation et destruction  (1938-1939)
À Göttingen, les premières émeutes anti-juives après l'arrivée au pouvoir des nazis, ont lieu le 28 mars 1933, soit cinq jours après le vote des pleins pouvoirs à Hitler. En début de soirée les membres de la SA de Göttingen organisent une marche dans le centre-ville avec 120-140 hommes en uniforme, en signe de protestation contre les atrocités prétendument juives rapportées dans la presse. Au cours de cette marche qui débute à 18 heures de la caserne de la Porte Geismar et doit officiellement se terminer à 19 heures, mais qui va durer jusqu'à tard dans la nuit, les vitres de la plupart des commerces juifs de la Weender et de la Groner Straße ainsi que de la Papendieck, sont brisées. Plusieurs magasins sont vandalisés ou pillés. Certains  commerçants juifs sont embarqués dans des wagons à bestiaux, transportés dans la rue au milieu des cris de la foule qui les accompagne et ne seront libérés que par l'intervention d'un officier de police.
La synagogue aussi est vandalisée: une partie des grilles métalliques extérieures sont démolies, les fenêtres colorées sont brisées et même l'intérieur est saccagé. Les dégâts sont si importants qu'ils n'ont pas pu être réparés avant Pessa'h le 10 avril quand la communauté dut tenir ses offices dans une synagogue dévastée. L'enquête de police sur ces évènements ne débouche évidemment sur rien et les coupables ne seront pas inquiétés.
Comme en mars 1933, lors de la nuit de Cristal, du 9 au 10 novembre 1938, la synagogue est la cible des attaques, de même que les magasins et les appartements détenus par des Juifs. Le bâtiment n'est pas attaqué spontanément par la foule, mais a été incendié après une réunion programmée par le bourgmestre dans la salle de réunion de la mairie avec le Standartenführer du SS-Standarte (régiment de SS), les chefs de la police locale et le chef des pompiers professionnels de Göttingen. À 1 heure du matin, la synagogue est déjà en flammes et est entièrement détruite au petit matin. Tout a brûlé à l’intérieur y compris les rouleaux de Torah, les Bibles, les livres de prière, ainsi que les archives de la communauté.

 
Le lendemain 11 novembre, le Göttinger Tageblatt écrit: 
« Nous avons vu que le temple d'or du dieu juif vengeur flambait dans la Maschstraße Supérieure. »
Les organes officiels du parti nazi et de l'administration sont très désireux de voir rapidement disparaitre les traces de ce qui s'est passé. Le 10 novembre déjà, le chef de la SS-Standarte de Göttingen reçoit comme instruction de démolir sans délai les ruines de la synagogue détruite par le feu. Les travaux d'arasement des ruines démarrent le jour même à 17 heures par le Technische Nothilfe (Service technique d'urgence), qui dynamite une partie de l'édifice, mais provoquent des dégâts aux maisons avoisinantes, vitres cassées et conduites d'eau percées et même blessent un enfant. Les travaux de dynamitage sont alors interrompus laissant debout le squelette des deux tours.
Même le bataillon de pionniers en poste à Hannoversch Münden refuse de terminer la démolition par crainte des coûts substantiels engendrés par les dommages aux maisons environnantes résultant de la démolition.
Début décembre, un maître-maçon est chargé de nettoyer la place située devant la synagogue et est autorisé à utiliser les pierres de la synagogue pour ses propres besoins. La démolition et les travaux de nettoyage qui ont suivi durent jusqu'en septembre 1939. Début octobre 1939, le président du district à Hildesheim informe le haut président de la province de Hanovre du nettoyage des ruines de la synagogue de Göttingen: 
« À Göttingen, les ruines ont été éliminées jusqu'aux fondations.  Des négociations sont en cours sur l'utilisation du site. »
. Un an plus tard, la propriété est vendue et devient la propriété de la coopérative d'habitation et d'épargne de Göttingen,.
Déjà avant la profanation et la destruction de la synagogue le 10 novembre 1938, de nombreuses familles juives avaient décidé de quitter l'Allemagne et de se réfugier à l'étranger, en raison des mesures de boycott, de spoliation, de ségrégation, d'humiliation et des agressions de plus en plus violentes. Ceux qui sont restés à Göttingen après 1938 sont déportés vers les camps d'extermination en 1942. Très peu survivront, et seulement cinq retourneront à Göttingen après la guerre: Ernst Benfey, Robert Heymann, Max Lilienthal, Kurt Metzger et Gerda Silbergleit épouse Bürgenthal.  Seuls quatre Juifs Mischehe (dont un des parents n'était pas juif) pourront échapper à la déportation.

## Nouvelle communauté après la Shoah
Après la guerre, quelques rares Juifs de Göttingen survivants et quelques personnes déplacées, reforment une petite communauté qui célèbre ses offices dans une maison particulière de la Plankstraße.  Leur nombre va décroitre rapidement et ils ne seront plus que 25 en 1952 dont 20 au-dessus de 55 ans. Quand le président de la communauté depuis 1956, Max Lilienthal,  ancien évadé du camp de concentration de Theresienstadt, décède en 1971, la communauté s'éteint de facto.
Ce n'est qu'après 1990 avec l'afflux de familles juives originaires des États de l'ex-Union soviétique que la communauté reprendra vie. Elle compte actuellement 250 membres, mais ne possède pas encore de lieu de prière dédié. Elle célèbre ses offices dans une maison située au centre de la ville.  

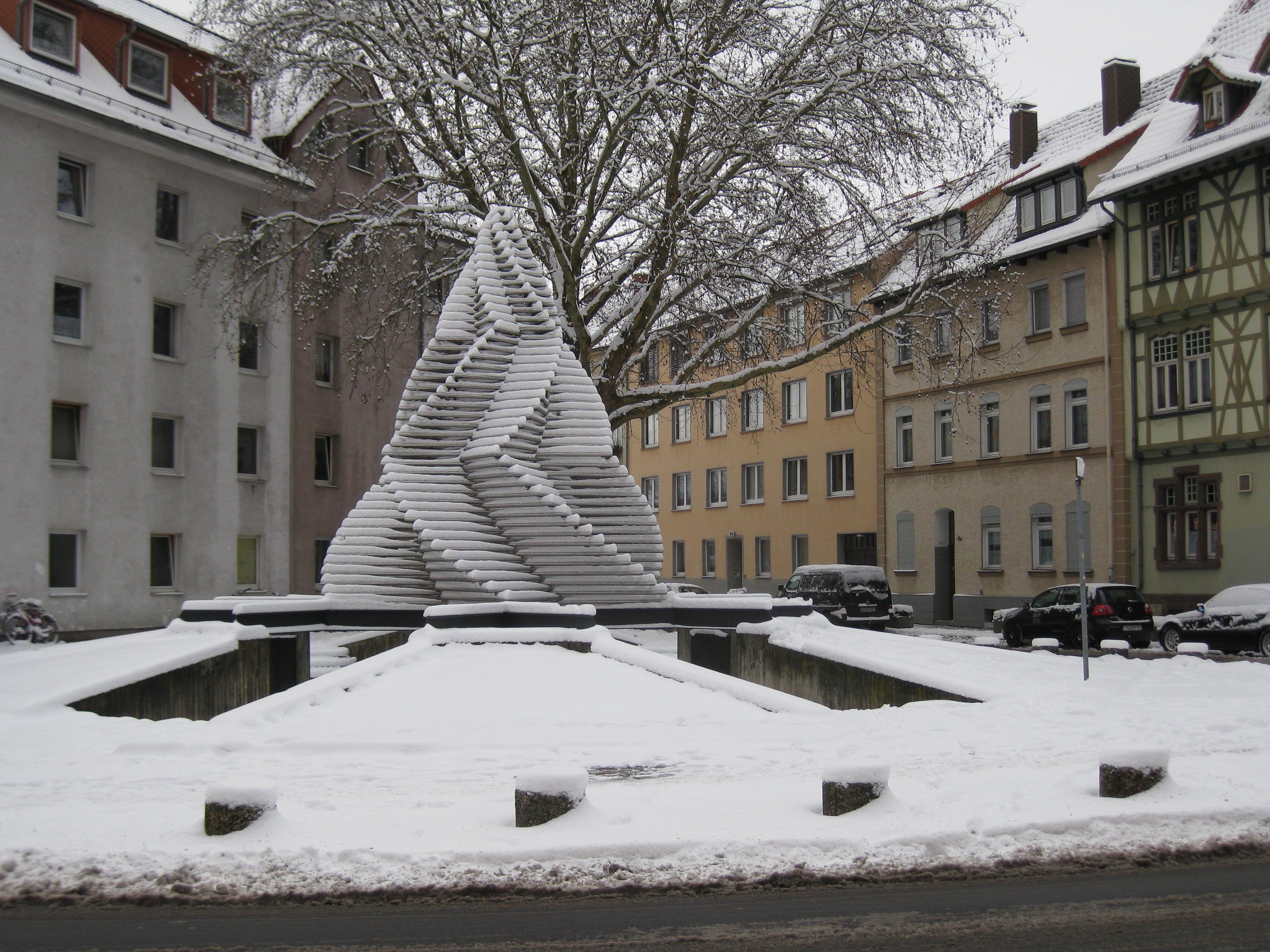
Le mémorial sur la place de la Synagogue

## Le mémorial
Après la guerre, le terrain de l'ancienne synagogue est restitué à la communauté juive, qui décide de le vendre partiellement à la Confédération des syndicats allemands. Celle-ci construit une maison syndicale sur une partie de la propriété. Le reste du terrain sert de parking jusqu'à la construction d'un mémorial.
En 1960, une petite plaque commémorative est apposée sur le mur de la maison syndicale. Considérant cette plaque comme insuffisante, le conseil municipal décide en 1970 d'ériger un mémorial. En 1973, celui-ci est inauguré devant la prison de Göttingen, à l'angle de la Maschstraße Inférieure et de la Maschstraße Supérieure, sur le site de l'ancienne synagogue. La sculpture qui à la forme d'une pyramide de tubes en acier, ayant pour base une étoile de David, a été créée par l'artiste italien Corrado Cagli
Le 6 décembre 1991, la ville décide de nommer Place de la Synagogue l'intersection formée par la Maschstraße Inférieure et la Maschstraße Supérieure, où était située l'ancienne synagogue.